# Волин (острво)
Волин (пољ. Wolin) је пољско острво у Балтичком мору. Налази се на северу лагуне Шчећин (пољ. Zalew Szczeciński) која представља естуар реке Одра. На западу је рукавац Свина, а на истоку Дзивна. Површина острва је 265 km², а највиша тачка је на 115 m. На острву Волин је познато купалиште Мједзуздроје (пољ. Międzyzdroje). Већина површина је под шумом. У средини острва је Волински национални парк.

## Историја
На острву Волин је постојала древна колонија Словена. Од 9—11. века на острву је живело словенско племе Волинијанци, које се углавном бавило трговином. Њихова престоница, Волин, је са око 10.000 житеља био један од највећих градова Европе тог времена. Острво је пало под шведску власт 1648, пруску 1721, а постало је пољско 1945. године.